# Oficer (Państwowa Straż Pożarna)

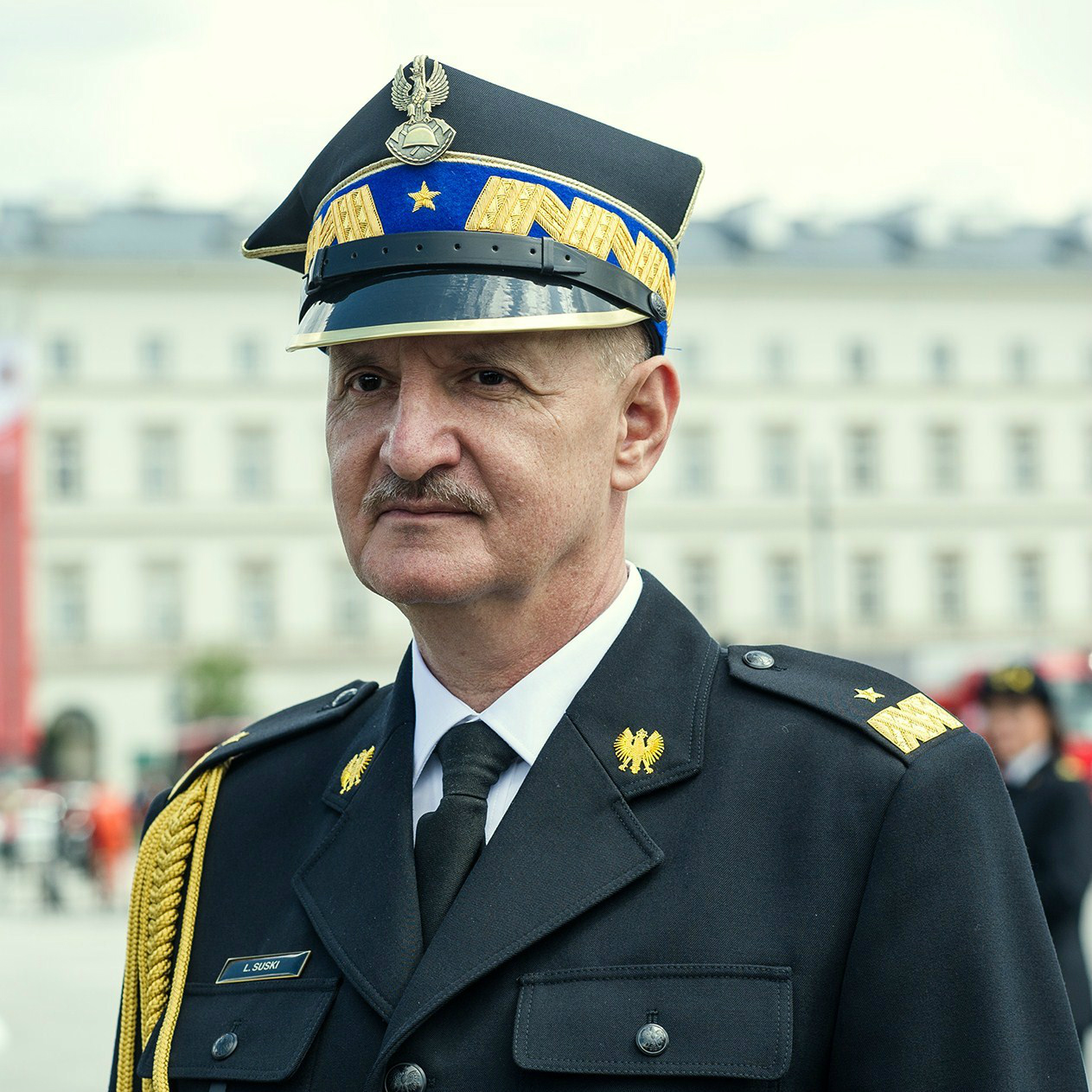
Oficer Państwowej Straży Pożarnej

Oficer Państwowej Straży Pożarnej – funkcjonariusz Państwowej Straży Pożarnej czynny zawodowo lub na emeryturze należący do korpusu oficerów, posiadający stopień służbowy co najmniej młodszego kapitana.
Na pierwszy stopień oficerski funkcjonariusz Państwowej Straży Pożarnej pasowany jest szablą przez Komendanta Głównego Państwowej Straży Pożarnej w czasie uroczystej promocji w nawiązaniu do tradycji rycerskiej.
Oficerami Państwowej Straży Pożarnej zostają absolwenci Akademii Pożarniczej.
Stopień oficerski w Polsce jest dożywotni. Utrata lub obniżenie stopnia oficerskiego może nastąpić na skutek:
- utraty obywatelstwa polskiego
- utraty praw publicznych
- zastosowania przez sąd środka karnego − degradacji